# 馬穎芝
馬穎芝（Joyce Ma Wing Chi），Joyce Makeup創辦人，香港中文大學生物學哲學博士，現職化妝，香港舞台劇獎得主。

## 簡歷
馬穎芝曾赴巴黎及日本修讀化妝課程學成歸來後即受到各著名藝術團體，包括香港舞蹈團、香港藝術節、中英劇團、動藝等邀請，於多個製作中擔任化妝及形象設計。2012年憑《DIVA先生的華麗戲劇教室》榮獲第二十一屆香港舞台劇獎最佳化妝造型。
於2014年5月15日被入稟控告違反合約。

## 作品
舞台作品包括：
- 《咁愛咁做》
- 《直子小姐》
- 《辛辣人妻》
- 《點解手牽狗》
- 《月球下的人》
- 《摘星天梯》
- 《小人國3之小人三國》
- 《四川好人》
- 《時光之光》
- 《將愛》